# Protéine G stimulatrice
Pour les articles homonymes, voir Gs.
 (mars 2024).
Si vous disposez d'ouvrages ou d'articles de référence ou si vous connaissez des sites web de qualité traitant du thème abordé ici, merci de compléter l'article en donnant les références utiles à sa vérifiabilité et en les liant à la section « Notes et références ».
Les protéines G stimulatrice (ou Gs) sont une des familles principales des protéines G. Il s'agit entre autres du récepteur au glucagon.
Ces récepteurs sont constitués de trois sous-unités appelées α, β et γ. La première est capable de fixer une molécule de guanosine diphosphate (GDP) ou de guanosine triphosphate (GTP).

## Fonctionnement du récepteur au glucagon
La fixation de l'hormone entraine une modification de la structure D du récepteur qui stimule la séparation du GDP de Gα, qui à son tour se détache des deux autres sous-unités.
Étant donné la prédominance du GTP sur le GDP dans le cytosol, Gα se lie à celui-ci, entraînant l'activation d'une adénylate cyclase. Cette dernière catalyse la transformation de l’ATP en AMPc.
PKA (Protéine kinase AMPc dépendante) est constituée de deux sous-unités catalytiques et de deux sous-unités régulatrices. C'est sur ces dernières que se fixe l'AMPc, à raison de deux molécules par sous-unité, provoquant la libération des deux sous-unités catalytiques.
Elles peuvent dès lors migrer vers le noyau où elles phosphorylent un facteur de transcription CREB (CRE binding protein) lié à une séquence CRE (cAMP responsive element) de l'ADN (voir CREB (cAMP response element-binding). Lorsqu'il est phosphorylé, CREB recrute une protéine CBP (CREB binding protein) qui est une histone acétyltransférase dont le rôle est d'ouvrir la chromatine, provoquant ainsi la transcription.